# Armin Öhri
Armin Öhri (Liechtenstein, 23 settembre 1978) è uno scrittore liechtensteinese.

## Biografia
Cresciuto a Ruggell, ben presto ha lavorato in Svizzera.
Narratore prolifico, autore in particolare di romanzi neri le cui trame si svolgono nel diciannovesimo secolo, ha trattato spesso temi della sua terra. Nel 2014 è stato insignito del Premio letterario dell'Unione europea,  per il suo romanzo Die dunkle Muse ("La Musa Oscura"), primo di una serie basata sul genere criminale. Il personaggio di Julius Bentheim, un giovane pittore e detective dilettante, è ricorrente nel suo lavoro.
Ha scritto anche romanzi storici, e nel 2016 ha pubblicato Liechtenstein - romanzo di una nazione: il testo racconta la storia del Liechtenstein del XX secolo.

## Opere
- Das Nachtvolk (2009)
- Die Entführung (2010)
- Sinfonie des Todes (2011)
- La Musa Oscura (2012)
- Der Bund der Okkultisten. Julius Bentheims zweiter Fall (2014)
- Die Dame im Schatten. Julius Bentheims dritter Fall (2015)
- Die letzte Reise der Hindenburg (2016)
- Professor Harpers Expedition (2016)
- Liechtenstein. Klein, aber oho (2016)
- Liechtenstein. Roman einer Nation (2016)